# Cedria paradoxa
Cedria paradoxa är en stekelart som beskrevs av Wilkinson 1934. Cedria paradoxa ingår i släktet Cedria och familjen bracksteklar. Inga underarter finns listade.